# Arkleby
Arkleby – wieś w Anglii, w Kumbrii. Leży 31 km na południowy zachód od miasta Carlisle i 417 km na północny zachód od Londynu.